# L’Étang-la-Ville
L’Étang-la-Ville – miejscowość i gmina we Francji, w regionie Île-de-France, w departamencie Yvelines.
Według danych na rok 1990 gminę zamieszkiwało 4567 osób, a gęstość zaludnienia wynosiła 849 osób/km² (wśród 1287 gmin regionu Île-de-France L’Étang-la-Ville plasuje się na 343. miejscu pod względem liczby ludności, natomiast pod względem powierzchni na miejscu 649.).